# Aktiebeskatning
Aktiebeskatning er en beskatningsform, som retter sig mod aktionærernes indtægt i form af udbytte.
Denne form for beskatning er genstand for stor politisk interesse, og fra mange sider ønsker man at gøre beskatningen af denne type indkomst så retfærdig som muligt. Derfor er reglerne fyldt med undtagelser og snørklede formuleringer. Af samme grund er mange nødsaget til at skaffe sig professionel hjælp, når skatten skal beregnes, og ofte må både bankrådgivere, sagførere og revisorer bidrage til forståelsen